# Рейникс, Лаурис
Ла́урис Ре́йникс (латыш. Lauris Reiniks; р. 11 июля 1979, Добеле, Латвия) — популярный латышский певец.

## Биография
Лаурис Рейникс родился в Латвийском городе Добеле в известной в стране семье музыкантов. В подростковом возрасте уже начал выступать в качестве солиста группы «AURI», возглавляемой его отцом. В 1998 году 19-летний Рейникс был замечен Латвийским телевидением, и ему было предложено вести новую телепередачу «Nošu Spēles» («Игры нот»). Там он познакомился с Раймондом Паулсом, который предложил ему сотрудничество и написал для него несколько песен. Через год, однако, Лаурис решил самостоятельно заняться написанием песен для себя. В 2000 году одна из латвийских звукозаписывающих компаний заключила с ним контракт, что послужило началом сольной карьеры певца.

## Карьера
Лаурис пишет для своих песен музыку, а слова к его латышскоязычным песням писал Мартиньш Фрейманис (умер 27 января 2011). В 2000-х годах альбомы Лауриса набрали невероятную популярность в Латвии. Наиболее известные его песни — Sirds Sadeg Neparasti «Сердце необычно сгорает», Es Neesmu Neprātīgs «Я не безумный», Tik Balti «Так бело», Es Tev Apmulsis «Я твоё смятение», Tev Šodien Vienalga «Тебе сегодня всё равно», Es Esmu Tev Dzīslās «Я у тебя в жилах». Но настоящим мегахитом стала вышедшая в 2010 году его песня Es skrienu «Я бегу», выпущенная, помимо латышского, на восьми других языках — литовском (Aš bėgu), эстонском (Ma jooksen), русском (Я бегу), итальянском (Correrò da te), немецком (Ich renne), английском (I Will Run), французском (Je Cours) и турецком (Koşuyorum).
Несколько раз Лаурис участвовал в национальных отборочных конкурсах Евровидения, но попал в финал конкурса лишь в 2003 году, когда Евровидение проходило в Риге. Специально для Евровидения Лаурис объединился с Мартиньшем Фрейманисом и Яной Кей в трио F.L.Y. (по буквам имён участников), которое исполнило песню Hello from Mars «Привет с Марса». Песня, однако, заняла на конкурсе лишь 24-е место.

## Дискография
- Planet 42 (2002)
- Lidot savādāk (2003)
- Tik balti (2003)
- Never Look Back (with F.L.Y.) (2003)
- Debesskrāpju spīts (2005)
- Nakts veikalā (2007)
- Es skrienu (2010)
- Aš bėgu (2011)
- Ma jooksen (2011)
- Я бегу (2011)
- Correrò da te (2011)
- Ich renne (2011)
- I Will Run (2011)